# José Carlos Schwarz
Pour les articles homonymes, voir José Carlos.
José Carlos Schwarz (Bissau, 6 décembre 1949 – La Havane, 27 mai 1977) était un poète et un musicien de Guinée-Bissau. Il a des origines allemandes du côté de son père et cap-verdiennes et bissao-guinéennes du côté de sa mère. Il est considéré comme le plus important des musiciens de Guinée-Bissau.

## Biographie
Il a écrit en portugais et en français, et il chantait en créole de Guinée-Bissau. En 1970 il forme le groupe Cobiana Djazz avec des amis dans un style afro-pop proche du gumbe. 
Après l'indépendance du pays en 1973, il devient directeur du département des arts et de la culture de Guinée-Bissau, et aussi responsable de la politique de l’enfance en Guinée-Bissau. 
En 1977, il commence une carrière de diplomate à l'ambassade de Guinée-Bissau à Cuba, mais le 27 mai 1977, meurt dans un mystérieux accident d'avion qui se produit près de La Havane.